# Segunda División de Venezuela 2006-07
La Temporada 2006-07 de la Segunda División de Venezuela  se inició el 12 de agosto de 2006 con la participación de 16 equipos.
Los 5 primeros de los Grupos (Occidental y Centro Oriental) obtiene el cupo para disputar el Torneo Clausura y el resto y los 3 últimos de cada grupo descienden a Segunda División B de Venezuela y los 2 primeros del Torneo Clausura asciende a Primera División de Venezuela.

## Equipos participantes
Los equipos participantes en la Temporada 2006-07 de la Segunda División del Fútbol Venezolano son los siguientes:
| Grupo Occidental: - Atlético El Vigía FC, de El Vigía - UA Maracaibo B, de Maracaibo - Guaros FC, de Barquisimeto - Estudiantes de Mérida FC, de Mérida - Llaneros de Guanare FC, de Guanare - Zulia FC, de Maracaibo - UCLA FC, de Barquisimeto - Atlético Turén, de Turén |  | Grupo Centro Oriental: - EF San Tomé, de San Tomé - Caracas FC B, de Caracas - Estrella Roja FC, de Caracas - Deportivo Anzoátegui, de Puerto La Cruz - Colegio Iberoamericano FC, de Puerto Ordaz - Deportivo Galicia, de Caracas - Deportivo Italia, de Caracas - Unión Lara FC, de Barquisimeto |

## Torneo Apertura
El Torneo Apertura 2006 es el primer torneo de la Temporada 2006-07 en la Segunda División de Venezuela.

### Grupo Occidental
|   | Equipo                 | PTS | JJ | JG | JE | JP | GF | GC | DG  |
| - | ---------------------- | --- | -- | -- | -- | -- | -- | -- | --- |
| 1 | Llaneros de Guanare FC | 33  | 16 | 10 | 3  | 3  | 28 | 17 | +11 |
| 2 | UA Maracaibo B         | 27  | 16 | 8  | 3  | 5  | 27 | 15 | +12 |
| 3 | Atlético El Vigía FC   | 23  | 16 | 6  | 5  | 5  | 22 | 16 | +6  |
| 4 | Guaros FC              | 23  | 16 | 6  | 5  | 5  | 25 | 24 | +1  |
| 5 | Estudiantes de Mérida  | 20  | 16 | 5  | 5  | 6  | 27 | 35 | -8  |
| 6 | Zulia Fútbol Club      | 18  | 16 | 4  | 6  | 6  | 21 | 23 | -2  |
| 7 | Atlético Turén         | 18  | 16 | 4  | 6  | 6  | 19 | 24 | -5  |
| 8 | UCLA FC                | 13  | 16 | 3  | 3  | 10 | 20 | 27 | -7  |

Leyenda: PTS (Puntos), JJ (Juegos jugados), JG (Juegos Ganados), JE (Juegos Empatados), JG (Juegos Perdidos), GF (Goles a Favor), GC (Goles en Contra), DG (Diferencia de Goles).

### Grupo Centro Oriental
|   | Equipo                    | PTS | JJ | JG | JE | JP | GF | GC | DG  |
| - | ------------------------- | --- | -- | -- | -- | -- | -- | -- | --- |
| 1 | Deportivo Anzoátegui      | 34  | 16 | 10 | 4  | 2  | 35 | 17 | +18 |
| 2 | Unión Lara FC             | 33  | 16 | 10 | 3  | 3  | 27 | 13 | +14 |
| 3 | Caracas FC B              | 27  | 16 | 8  | 3  | 5  | 24 | 30 | -6  |
| 4 | Estrella Roja FC          | 24  | 16 | 6  | 6  | 3  | 20 | 21 | -1  |
| 5 | Deportivo Italia          | 21  | 16 | 5  | 6  | 5  | 16 | 13 | +3  |
| 6 | Colegio Iberoamericano FC | 21  | 16 | 6  | 3  | 7  | 21 | 22 | -1  |
| 7 | Deportivo Galicia         | 9   | 16 | 2  | 3  | 11 | 12 | 28 | -16 |
| 8 | EF San Tomé               | 8   | 16 | 2  | 2  | 12 | 9  | 42 | -33 |

Leyenda: PTS (Puntos), JJ (Juegos jugados), JG (Juegos Ganados), JE (Juegos Empatados), JG (Juegos Perdidos), GF (Goles a Favor), GC (Goles en Contra), DG (Diferencia de Goles).

## Torneo Clausura
El Torneo Clausura 2007 es el segundo torneo de la temporada 2006-07 en la Segunda División de Venezuela.

### Clasificación
|    | Equipo                | PTS | JJ | JG | JE | JP | GF | GC | DG  |
| -- | --------------------- | --- | -- | -- | -- | -- | -- | -- | --- |
| 1  | Atlético El Vigía FC  | 33  | 18 | 9  | 6  | 3  | 33 | 20 | +13 |
| 2  | Estudiantes de Mérida | 33  | 18 | 9  | 6  | 3  | 29 | 17 | +12 |
| 3  | Guaros FC             | 33  | 18 | 9  | 6  | 3  | 29 | 18 | +11 |
| 4  | Unión Lara FC         | 32  | 18 | 9  | 5  | 4  | 30 | 20 | +10 |
| 5  | Deportivo Anzoátegui* | 29  | 18 | 7  | 5  | 6  | 36 | 25 | +11 |
| 6  | Llaneros FC**         | 25  | 18 | 6  | 6  | 6  | 24 | 25 | -1  |
| 7  | Deportivo Italia      | 22  | 18 | 6  | 4  | 8  | 21 | 32 | -11 |
| 8  | Caracas FC B          | 18  | 18 | 5  | 3  | 10 | 24 | 33 | -9  |
| 9  | Estrella Roja FC      | 17  | 18 | 4  | 5  | 9  | 20 | 31 | -11 |
| 10 | UA Maracaibo B        | 9   | 18 | 3  | 0  | 15 | 14 | 39 | -25 |

- 3 puntos de Bonificación por el Torneo Apertura para el Deportivo Anzoátegui(*).
- 1 punto de Bonificación por el Torneo Apertura para el Llaneros FC(**).

Leyenda: PTS (Puntos), JJ (Juegos jugados), JG (Juegos Ganados), JE (Juegos Empatados), JG (Juegos Perdidos), GF (Goles a Favor), GC (Goles en Contra), DG (Diferencia de Goles).
Atlético El Vigía FC

Campeón
3.er título

### Top 5 goleadores
| Jugador | Jugador              | Jugador         | Goles | Equipo               |
| ------- | -------------------- | --------------- | ----- | -------------------- |
| 1       | Bandera de Colombia  | Zamir Valoyes   | 22    | Deportivo Anzoátegui |
| 2       | Bandera de Colombia  | Andrés Buelvas  | 19    | Atlético El Vigía FC |
| 2       | Bandera de Venezuela | Heiber Díaz     | 17    | Unión Lara FC        |
| 4       | Bandera de Venezuela | Ever Espinoza   | 16    | Caracas FC B         |
| 5       | Bandera de Venezuela | José María Morr | 15    | Guaros FC            |